# Walter Warning
Walter Warning (* 23. April 1917 in Rostock; † 7. Januar 2002) war ein deutscher Fußballtorhüter. Er hütete von 1935 bis 1951 beim Hamburger SV 16 Jahre in der Gauliga Nordmark beziehungsweise der Fußball-Oberliga Nord das Tor.

## Laufbahn

### Vor und während des Zweiten Weltkriegs, 1927 bis 1945
Bei der SpVg Polizei Hamburg begann die sportliche Karriere von Walter Warning. Er betätigte sich zuerst erfolgreich in der Leichtathletik und wurde Hamburger Jugendmeister im Hochsprung. Er stand aber auch im Handballtor und schloss sich 1933 dem Hamburger SV an. Gerade der Jugend entwachsen, entwickelte er sich bereits in der Runde 1935/36 in der Gauliga Nordmark zum Stammkeeper der „Rothosen“. Als der Hamburger SV 1936/37 die erste Meisterschaft in der Gauliga Nordmark feiern konnte, hatte der „Grundlinientorwart mit großartigem Reaktionsvermögen“ in 26 Partien das Tor der Meistermannschaft gehütet. In den Gruppenspielen um die Deutsche Meisterschaft 1937 setzte er sich mit seinen Mitspielern – Richard Dörfel, Erwin Reinhardt, Eugen Kahl, Friedo Dörfel, Hans-Wilhelm Sikorski, Rudolf Noack, Gustav Carstens – überlegen mit 12:0 Punkten und 27:4 Toren gegen Beuthener SuSV 09, SV Hindenburg Allenstein und BC Hartha durch. Im Halbfinale verlor man aber am 6. Juni 1937 in Berlin mit 2:3 Toren gegen den 1. FC Nürnberg. Er gewann in den Jahren 1938 und 1939 mit dem HSV zwei weitere Gaumeisterschaften und erlebte aber auch zwei weitere Male das Scheitern im Halbfinale in den Endrunden 1938 (Hannover 96) und 1939 (SK Admira Wien).
Mit der Gauauswahl Nordmark gewann er 1937/38 nach Erfolgen gegen Pommern, Niederrhein, im Halbfinale mit 3:0 gegen Baden – für Baden spielten in der Offensive die drei Internationalen Otto Siffling, Kurt Langenbein, Karl Striebinger – und im Endspiel am 6. März 1938 in Erfurt mit 3:1 Toren gegen den Südwesten – Wilhelm Sold, Jakob Eckert, Josef Fath – den Wettbewerb des Reichsbundpokals. Die HSV-Spieler Warning, Richard Dörfel, Reinhardt, Werner Höffmann, Noack und Carstens wurden dabei durch Otto Lüdecke, Hans Rohde, Wilhelm Ahlers und Herbert Panse vom Eimsbütteler TV sowie auf der linken Außenläuferposition von dem noch 1937/38 bei SC Victoria Hamburg spielenden Erwin Seeler unterstützt.
Durch seine Stationierung in Köln bedingt war er 1939/40 als „Gastspieler“ beim VfL Köln 1899 aktiv. Im weiteren Verlauf des Zweiten Weltkriegs war er als Angehöriger einer Fernmeldeeinheit in Mariupol in der Ukraine stationiert und spielte nur sporadisch, wenn er in Hamburg auf Urlaub war, für seinen Stammverein.

### Stadtliga Hamburg und Fußball-Oberliga Nord, 1945 bis 1951
Nach dem Ende des Zweiten Weltkriegs gehörte er von der Runde 1945/46 an – Stadtliga Hamburg – bis 1949/50 – Fußball-Oberliga Nord –, wieder der Stammbesetzung der „Rothosen“ an. Beim Gewinn der Stadtmeisterschaft 1946 mit 22:2 Punkten und 75:11 Toren hatte der konstant haltende Torhüter in dreizehn Spielen mitgewirkt. Als Vizemeister lag der FC St. Pauli nur einen Zähler dahinter und stellte in den nächsten Jahren die herausragende sportliche Konkurrenz der Mannschaft vom Rothenbaum dar. Im Dreikampf an der Spitze setzte sich 1947 die Elf vom Millerntor durch, knapp vor Concordia sicherte sich der HSV die Vizemeisterschaft. Warning hatte dabei 24 Spiele bestritten. Die „Wundermannschaft“ vom Millerntor verzichtete auf die Teilnahme zur Ausspielung um die britische Zonenmeisterschaft und so spielte sich die immer besser findende HSV-Elf mit Erfolgen über den VfB Lübeck, FC Schalke 04 (zwei Spiele; das Wiederholungsspiel gewann der HSV in Schalke mit 2:0 Toren), im Halbfinale gegen Rot-Weiß Oberhausen in das Finale am 13. Juli 1947 in Düsseldorf gegen Borussia Dortmund. Garant des 1:0-Erfolges der Mannschaft von Trainer Hans Tauchert war wie schon in den Spielen zuvor die sicher agierende Defensive des HSV mit Torhüter Warning, dem Verteidigerpaar Richard Dörfel und Herbert Holdt, sowie der Läuferreihe mit Heinz Werner, Erwin Reinhardt und Erwin Seeler. Am 31. August 1947 hütete der HSV-Keeper das Tor der Nordwestdeutschland-Auswahl im Spiel in Hannover gegen Hannover Garrison XI.
In den zwei folgenden Runden, 1947/48 und 1948/49, rangierten jeweils der Hamburger SV und St. Pauli punktgleich an der Tabellenspitze. Warning und Kollegen setzten sich in den jeweiligen Entscheidungsspielen um die Meisterschaft mit 2:1 (1948) beziehungsweise 5:3 (1949) Toren durch. Nach Erfolgen über den SV Hamborn 07, TSV Braunschweig und im Finale gegen den Dauerkonkurrenten St. Pauli wurde auch im Jahr 1948 erneut die britische Zonenmeisterschaft errungen. In den Endrundenspielen um die deutsche Fußballmeisterschaft dagegen konnte sich die Warning-Mannschaft nicht gegen TuS Neuendorf (1948) und den VfR Mannheim (1949) behaupten und schied jeweils in der ersten Runde aus. Der zuverlässige Routinier im Tor hatte in beiden Runden insgesamt 44 Ligaspiele absolviert. Mit dem neuen Trainer Georg Knöpfle setzte sich der HSV aber im ersten Jahr des Vertragsspielerstatuts, 1949/50, in der Fußball-Oberliga Nord souverän mit 48:12 Punkten gegenüber 39:21 des Vizemeisters St. Pauli durch und der 33-jährige Warning hatte nochmals in 27 Ligaspielen wesentlichen Anteil daran. Am 2. Oktober 1949 wurde die Leistung des HSV-Torhüters durch seinen Einsatz in der NFV-Auswahl im Repräsentativspiel in München gegen Süddeutschland gewürdigt. In der Endrunde um die deutsche Meisterschaft scheiterte der HSV durch eine 2:3-Niederlage an Kickers Offenbach. Das Spiel am 4. Juni 1950 in Düsseldorf gegen den OFC war der letzte von 28 Endrundeneinsätzen von Walter Warning, die er von 1937 bis 1950 für seinen Verein absolvierte.
Warning, er hatte im Sommer 1950 seine aktive Laufbahn beendet, sprang durch eine Verletzung seines Nachfolgers Otto Globisch, in der Runde 1950/51 nochmals in zwei Oberligaspielen im April 1951 gegen Werder Bremen und den VfB Oldenburg ein und beendete danach endgültig mit 68 Oberligaeinsätzen seine Spielerlaufbahn.
Nach seiner Spielerkarriere war Walter Warning noch im Amateurbereich bei Wacker Billstedt, VfL Oldesloe, Lüneburger SK und SuS Bergedorf als Trainer tätig. Er setzte sich in Rellingen bei Pinneberg zur Ruhe und verstarb im Januar 2002.